# 348-й истребительный авиационный полк ПВО

348-й истребительный авиационный полк ПВО (348-й иап ПВО) — воинская часть истребительной авиации ПВО, принимавшая участие в боевых действиях Великой Отечественной войны.

## Наименования полка
За весь период своего существования полк не менял своего наименования:
- 348-й истребительный авиационный полк ПВО[1];
- Войсковая часть (полевая почта) 06996[1].

## История и боевой путь полка
348-й истребительный авиационный полк сформирован 15 августа 1941 года в Архангельском военном округе на аэродроме города Архангельск по штату 015/134 на самолётах И-153. Приступил к боевой работе как отдельный полк Архангельского района ПВО. 18 сентября полк переформирован по штату 015/174 (две эскадрильи в полку). Одна эскадрилья убыла из полка на Карельский фронт. В период с сентября 1941 года по март 1943 года в процессе боевой работы полк пополнен самолётами МиГ-3 и английскими истребителями Hawker Hurricane («Харрикейн»).
C 15 апреля 1942 года полк вошёл в состав 104-й истребительной авиадивизии ПВО Архангельского района ПВО. 28 августа 1942 года полком одержана первая известная воздушная победа полка в Отечественной войне: лейтенант Костиков Н. И. в воздушном бою в районе о. Мудьюгский (Белое море) сбил немецкий бомбардировщик Ju-88. В июне 1943 года вместе со 104-й иад ПВО Архангельского районна ПВО вошёл в состав войск вновь образованного Западного фронта ПВО. Летом 1943 года полк пополнен американскими самолётами Curtiss P-40 («Киттихаук»).
10 ноября 1943 года полк перебазировался на аэродром Рогань (Харьков) и вошёл в состав 310-й истребительной авиационной дивизии ПВО Харьковского района ПВО Западного фронта ПВО. Боевую работу вёл на самолётах «Киттихаук» и «Харрикейн».
В апреле 1944 года в связи с реорганизацией войск ПВО страны в составе 310-й иад ПВО полк включён в 6-й корпус ПВО Южного фронта ПВО (образован 29 марта 1944 года на базе Восточного и Западного фронтов ПВО). В ноябре 1944 года полк получил 32 английских истребителя «Спитфайр»-IX и полностью перевооружился на них. 24 декабря 1944 года вместе с 310-й иад ПВО включён в состав войск Юго-Западного фронта ПВО (преобразован из Южного фронта ПВО).
По состоянию на 1 января 1945 года полк имел в боевом составе самолётов «Спитфайр»-IX — 32 шт., «Киттихаук» — 6 шт., По-2 — 2 шт., боеготовых экипажей: днём — 29, ночью — 6. Полк перебазируется с аэродрома Рогань на аэродром Кжонтка (Польша). 13 января полк начал перебазирование лётного эшелона с промежуточными посадками на аэродроме Белая Церковь. 15 января на аэродром Кжонтка прибыл наземный эшелон. 27 января согласно приказу командира дивизии частью сил полк начинает перебазирование на аэродром вблизи города Краков.
В феврале 1945 года в составе 310-й иад ПВО вошёл в 10-й корпус ПВО Юго-Западного фронта ПВО. НА начало февраля полк базировался на аэродроме Белая Церковь: самолётов «Спитфайр»-IX — 27 шт., «Киттихаук» — 4 шт., неисправный «Киттихаук» — 1 шт.; на аэродроме Рогань: самолётов «Спитфайр»-IX — 4 шт., «Киттихаук» — 1 шт., По-2 — 1 шт., боеготовых экипажей: днём — 25, ночью — 4. Техническому составу поставлена задача с аэродрома Кжонтка перебазироваться на аэродром Жешув. К 8 февраля 1945 года все экипажи полка были собраны на аэродроме Белая Церковь, на старом аэродроме Рогань оставлен один самолёт По-2. 20 февраля полк перелетел на аэродром Львов составом 30 экипажей. 27 февраля полк начал перебазирование на аэродром Краков. В тот же день получено указание на перебазирование на аэродром Катовицы. К концу февраля дислокация полка составляла: аэродром Краков: самолётов «Спитфайр»-IX — 9 шт., «Киттихаук» — 3 шт., неисправный «Спитфайр»-IX — 1 шт.; аэродром Львов: самолётов «Спитфайр»-IX — 9 шт., «Киттихаук» — 2 шт., неисправный «Киттихаук» — 1 шт.; аэродром Белая Церковь: самолётов «Спитфайр»-IX — 2 шт., неисправный «Спитфайр»-IX — 1 шт.; боеготовых экипажей: днём — 18, ночью — 2.
В апреле 1945 года вместе с 310-й иад ПВО включён в состав 88-й дивизии ПВО Юго-Западного фронта ПВО. День Победы 9 мая 1945 года полк встретил на аэродроме Глейвиц в Польше. 9 мая 1945 года исключён из действующей армии.
Всего в составе действующей армии полк находился: с 15 августа 1941 года по 9 мая 1945 года.

### Итоги боевой деятельности полка в Великой Отечественной войне
Всего за годы войны полком сбито самолётов противника — 2 (1 бомбардировщик и 1 истребитель).

## Командир полка
- майор Беляков Константин Дмитриевич, 06.1941 — 08.1942
- майор, подполковник Ветошников Владимир Порфирьевич, 09.1942 — 08.1945

## Участие в операциях и битвах
- ПВО Архангельска и Северодвинска — с 24 ноября 1941 года по ноябрь 1943 года.
- прикрытие войск и объектов тыла действующей армии 1-го и 2-го Украинских фронтов, Отдельной Приморской армии.
- прикрытие войск и объектов тыла 1-го Украинского фронта и 4-го Украинского фронта.
- прикрытие Силезского промышленного района.

## Послевоенная история полка
После войны полк продолжал входить в состав 310-й истребительной авиационной дивизии ПВО. В период с 10 по 19 июня 1946 года полк расформирован вместе с 310-й иад ПВО. 1-я эскадрилья убыла на укомплектование 933-го иап 127-й иад ПВО, 2-я эскадрилья — 738-го иап 127-й иад ПВО, 3-я эскадрилья —
743-го иап 123-й иад ПВО на основании директивы ГШ ВС СССР № орг/3/246964 от 23.05.1946 г. и директивы Командующего 21-й ВИА ПВО № 001933 от 04.06.1946 г.